# Fédération routière internationale
Pour les articles homonymes, voir IRF.

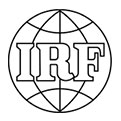
Logo de la fédération routière internationale

La Fédération routière internationale (International Road Federation – IRF) est une plateforme de dialogue à l’échelle mondiale. Elle rassemble les acteurs du secteur routier public comme privé, ainsi que les membres de la société civile qui considèrent les infrastructures routières comme un élément incontournable pour atteindre le bien-être économique et social.
Créée en 1948 et constituée de membres disséminés sur les six continents, l’IRF soutient l’idée que des infrastructures de transport routier efficaces profitent à toute la société. À travers ses trois centres basés respectivement à Bruxelles, Genève et Washington, l'IRF représente et défend les intérêts de l’industrie routière dans tous les débats touchant aux financements des infrastructures, les nouvelles technologies, la croissance et le développement ou bien encore la sécurité routière. L’IRF organise régulièrement des séminaires, des groupes de travail et des évènements pour ses 350 membres et/ou pour un plus large public. 
Un comité exécutif mondial en est charge de superviser les opérations menées par la Fédération et d’orienter les secrétariats des trois centres dans leurs démarches et actions.